# 西班牙自治右翼联盟
西班牙自治右翼联盟（西班牙語：Confederación Española de Derechas Autónomas，缩写为）是西班牙第二共和国时期的一个政党。 作为一个天主教保守力量，它是安赫尔·埃雷拉·奥里亚的民族行动的政治继承者，以“确认和保卫基督教文明原则”自居，将这一理论立场转化为对共和国宪法中反天主教条款的政治要求进行修订。CEDA视自己为一个防御性组织，旨在保护宗教宽容、家庭和私有财产权。 何塞·马利亚·吉尔-罗伯斯宣称他的意图是“给西班牙一个真正的统一，一个新的精神，一个极权政治......”，并继续说“民主不是目的，而是达到征服新国家的手段。当时机成熟时，要么议会顺从，要么我们将消除它。” CEDA举行了类似法西斯的集会，称吉尔-罗布莱斯为“Jefe”，这是西班牙卡斯蒂利亚语中与意大利“Duce”相等的称呼，并有时讨论CEDA是否可能领导一场“进军马德里”（类似于意大利法西斯的“罗马进军”）来强行夺取权力。
CEDA声称它在保卫西班牙的天主教会和“基督教文明”不受威权主义社会主义、国家无神论和宗教迫害的侵害。CEDA经常声称，领导第二西班牙共和国的极左政党已经使政治成为马克思主义与反马克思主义的问题。 随着纳粹党在德国上台，CEDA模仿了纳粹的宣传策略，包括类似的强调服从权威、极端民族主义和社会等级。吉尔-罗布莱斯观察了在纽伦堡举行的纳粹党集会，并深受其影响，此后致力于在西班牙创建一个反马克思主义和亲天主教的单一政党。
CEDA主要是实践中的罗马天主教徒、中产阶级和小农家庭的政党。最终，它在1936年的选举中成为西班牙最受欢迎的个别政党。
从1933年到1936年，CEDA未能取得足以让其组成政府的实质性选举成就（尽管选票有所增加），这导致右翼选民流失，转而支持君主主义的西班牙更新党和其领导人何塞·卡尔沃·索特洛。 对卡尔沃·索特洛1936年遇刺和由所有极左政党与西班牙天主教会相关的死亡小队引发的红色恐怖的愤怒，使得CEDA放弃了温和立场，并支持针对共和国的军事起义，其中包括将其选举基金捐赠给国民派的初期领导人埃米利奥·莫拉将军。 随后，许多CEDA青年运动成员——民族行动青年团集体投靠了西班牙国家工团主义进攻委员会方阵（西班牙长枪党）。